# Томас, Томас Тёрстон
То́мас Тёрстон То́мас (англ. Thomas Thurston Thomas; род. 1948[…], Саммит, Нью-Джерси; писавший также под псевдонимами Томас Т. Томас и Томас Рен) — американский писатель, в первую очередь писатель-фантаст; романист.

## Биография
Томас родился в городе Саммит, штат Нью-Джерси, в 1948 году. Он учился в средней школе Warren Area High School и окончил её в 1966 году. Затем он поступил в Университет штата Пенсильвания, который окончил с отличием в 1970 году со степенью бакалавра английской литературы.

## Книги
- 1986 — «Эффект судного дня» (написан под псевдонимом Томас Рен); книга стала лауреатом премии Комптона Крука[англ.] в 1987 году[3].
- 1987 — «Первый гражданин».
- 1990 — «Маска Локи» (совместно с Роджером Желязны).
- 1991 — «Крайгендер».
- 1991 — «Я: Роман о самопознании».
- 1992 — «Вспышка[англ.]» (совместно с Роджером Желязны).
- 1994 — «Mars Plus» (совместно с Фредериком Полом).
- 2010 — «Троянский конь» (опубликовано в виде электронной книги).
- 2010 — «Подсолнухи» (опубликовано в виде электронной книги).

Следующие книги были опубликованы в виде электронной книги и в мягкой обложке:
- 2011 — «Дочь судьи» (общая художественная литература).
- 2012 — «Дети возможности».
- 2013 — «Любовница профессора» (общая художественная литература).
- 2014 — «Совершеннолетие» (в двух томах).
- 2016 — «А также я: затерявшийся в сети» (англ: ME, Too: Loose in the Network).
- 2017 — «Дом на перекрёстке».
- 2018 — «Дочь Медеи».
- 2019 — «Труппа Дивины» (англ: The Divina in the Troupe).
- 2022 — «Восстание на железной планете».

Он также привнёс одну книгу, «Почётная защита» (1988), в серию «Кризис империи» (с Дэвидом Дрейком) и повесть «Эй, Диддл, Диддл» в пятую часть серии «Войны людей и кзинов» (на основе вымышленной вселенной: «Известный космос» Ларри Нивена).